# Paa liebigii
Nanorana liebigii là một loài ếch trong họ Ranidae.
Nó được tìm thấy ở Bhutan, Trung Quốc, Ấn Độ, và Nepal.
Các môi trường sống tự nhiên của chúng là vùng cây bụi ôn đới và sông. Loài này đang bị đe dọa do mất môi trường sống.